# Pierre Stenne
Pierre Stenne ( Boulogne-sur-Mer, 20 de  julio de  1893 - París, 23 de septiembre de 1967) fue un escultor francés . 

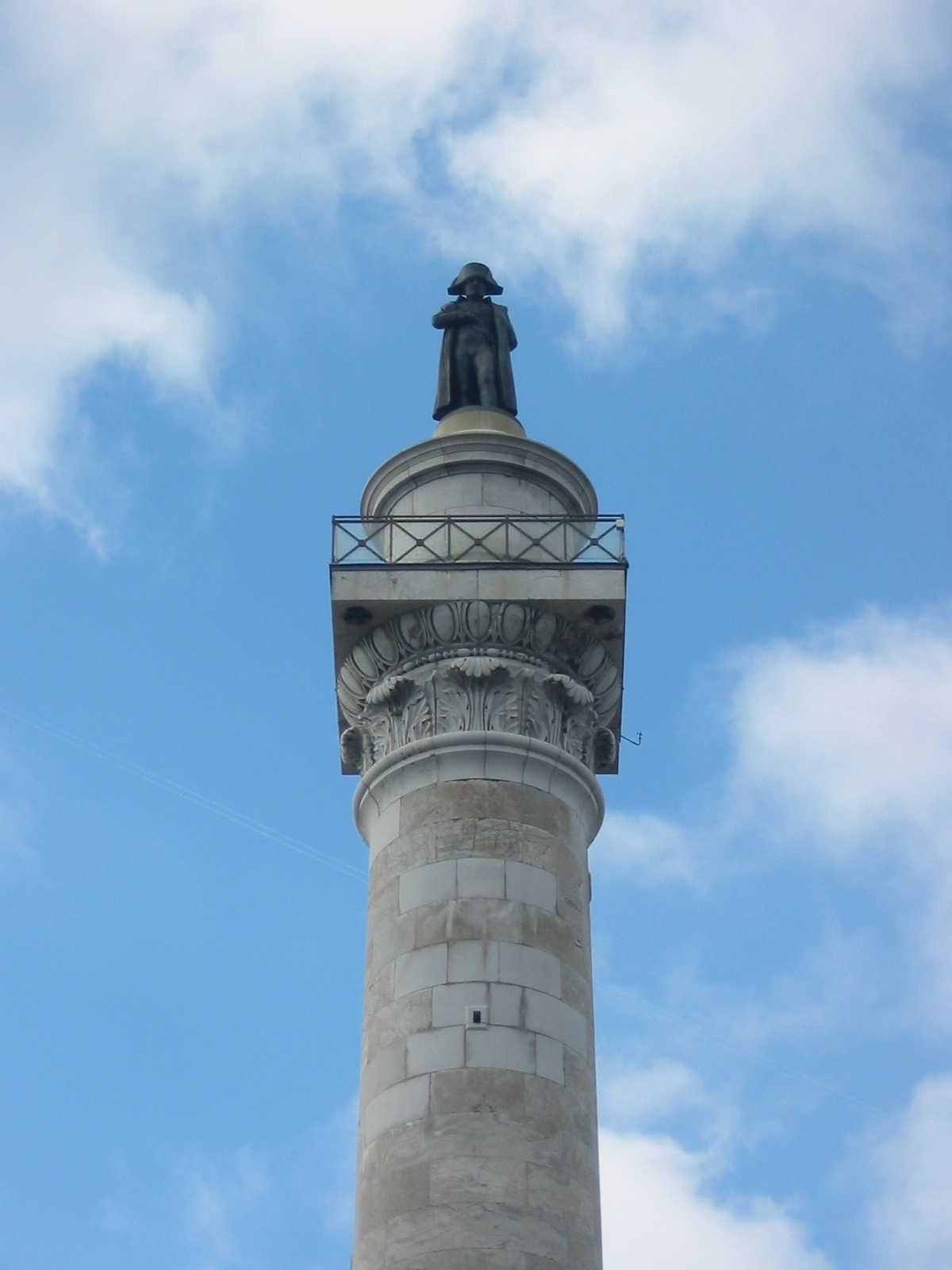
Estatua de Napoleón en la Columna de la Grande Armée, Boulogne

## Datos biográficos
Sus obra más notables son:
-la estatua de Napoleón Bonaparte de 1962 que corona la Columna de la Grande Armée( en francés Colonne de la Grande Armée en Boulogne,
-el Cristo en la cruz en la iglesia de Le Gros Moulin al sur de Audinghen,
-y los dibujos originales para los relieves del Old Contemptibles memorial en Boulogne (finalmente realizados por Felix Desruelles).